# Ostelærred
Ostelærred er blødt stof af bomuld, der er løst vævet. Det blev tidligere hovedsageligt anvendt i fremstillingen af ost, deraf navnet. 
Ved Halloween kan ostelærred benyttes dekorativt til at skabe en stemning af uhygge ved at stoffet draperes forrevet på møbler eller hænges i dørkarme.